# Заволжский монастырь в честь Честного и Животворящего Креста Господня
Заволжский монастырь в честь Честного и Животворящего Креста Господня — мужской монастырь Самарской епархии Русской православной церкви, действующий в окрестностях села Подгоры Волжского района Самарской области. Создан в 2007 году на основе монашеского скита общины прихода самарского храма во имя преподобного Сергия Радонежского.

## История

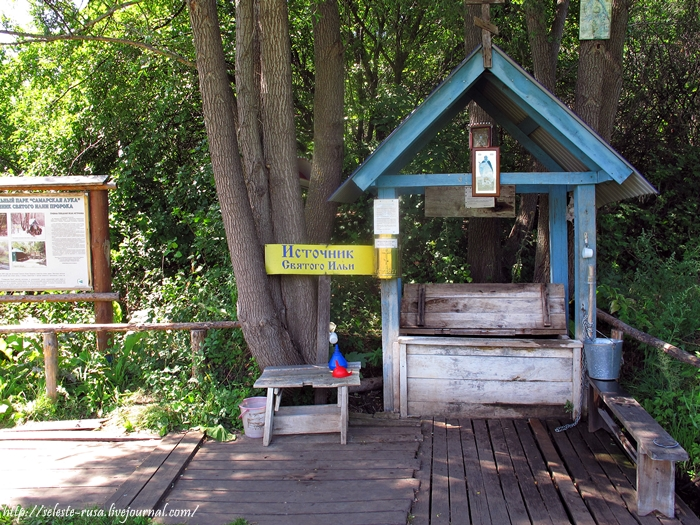
Источник пророка Илии

В начале 2000-х при самарском храме во имя преподобного Сергия Радонежского сложилась монашеская община. В 2003 году община основала монашеский скит на противоположном берегу Волги, в полутора километрах от села Подгоры, где у подножья горы Плаксиха находится источник, названный в честь пророка Илии. В 2006 году в скиту был освящён храм.
Решением Священного Синода от 16 мая 2007 года скит был преобразован в мужской монастырь. В 2008 году в монастыре проживало около 20 насельников, в том числе 5 иеромонахов и 2 иеродиакона, под руководством наместника игумена Георгия.

## Владения
Монастырская территория разделена на две части, в первой находится престольный храм, источник и несколько келий, остальное находится на территории скита, куда посетители обычно не допускаются без дозволения игумена. В монастыре выращен фруктовый сад, близлежащее озеро расчищено для разведения рыбы, имеются огород и мастерские для трудников. Также есть скотный двор и пасека. Построены два деревянных храма, братская трапезная, кельи, паломнический дом.
В Самаре имеется монастырское подворье, созданное на базе Троице-Сергиева храма, прихожане которого и составили ядро монашеской общины. Также к Заволжскому мужскому монастырю некоторые время был приписан храм в честь Успения Пресвятой Богородицы восстанавливаемый в селе Новинки, позднее ставший подворьем Заволжского женского монастыря.

### Храмы

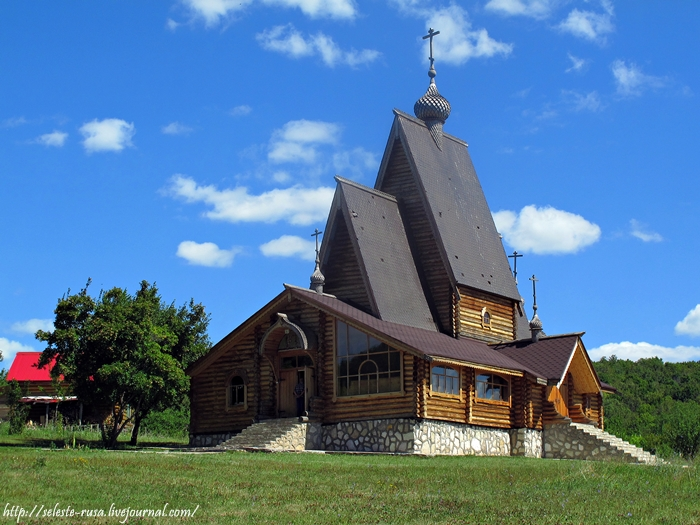
Храм честного и животворящего креста Господня

Главный монастырский храм построен в 2006 году по проекту самарского архитектора Н. Жоголева в традициях северного теремного зодчества. Храм деревянный, на его создание ушло около 200 м³ ели, привезённой на Самарскую Луку из Тверской области. Камень для фундамента привезён из Сокского карьера. Крест храма вырезан из розового дуба, купол украшен деревянными чешуйками из осины — лемехами, которых насчитывается около 1500. Освящён 14 августа 2006 года

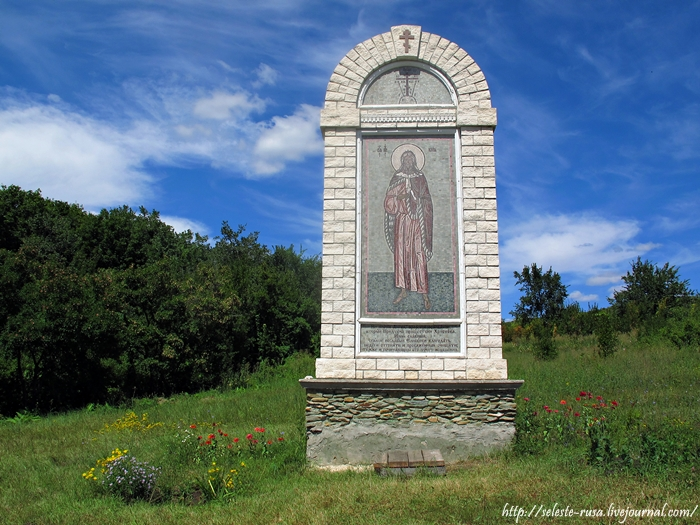
Мозаичная икона

При храме есть две мозаичных иконы, пророка Илии и святого благоверного князя Олега Брянского. Они были изготовлены в самарской мастерской В. Молчанова из уральской яшмы, чароита, кварца и родонита.
Второй храм, также деревянный, освящён в 2008 году в честь Нектария Эгинского, находится на территории одноимённого скита.
В Самаре на монастырском подворье действует Троице-Сергиев храм. В 1996 году был создан приход в честь преподобного Сергия Радонежского, в 1997 году состоялись первые богослужения в новом храме, перестроенном из здания магазина. В начале 2000-х годов по проектам архитектора Пшенникова была проведена реконструкция храма, к которому были пристроены приделы, в дальнейшем освящённые во имя Святой Троицы и иконы Божией Матери «Державная», после чего храм стал называться Троице-Сергиевым. Клир храма состоит из 3 священников и 2 диаконов. Среди святынь храма иконы Божией Матери «Неупиваемая Чаша», святителя Николая Чудотворца; частицы мощей преподобных Феодора Санаксарского, Иоасафа Снетогорского, Корнилия Крыпецкого, святого праведного Феодора Ушакова.

## Монастырская жизнь
Богослужения в монастыре совершаются по полному уставному чину: полунощница, утреня, часы, литургия — в 5 часов, вечерня и повечерие — в 17 часов, в воскресные и праздничные дни литургия совершается в 7 утра. В остальное время братия занимается различными хозяйственными работами в монастыре, отводится время для общения с паломниками и молитв. Монашеские кельи весьма скромные, в них отсутствует электричество. На временное проживание в обители допускаются лишь паломники-мужчины, которым предоставляется помещение и пропитание.
Женщины и туристы могут посещать лишь источник святого Илии и храм Креста Господня, отстоящий от них на несколько сотен метров скит Нектария Эгинского доступен для посещения всеми желающими лишь в престольный праздник 22 ноября.
При самарском Троице-Сергиевом храме действует детская воскресная школа, издаётся «Православная Народная газета», создан центр духовного просвещения, при котором организовано братство трезвости.

## Братия
В монастыре проживает 17 монашествующих, в том числе 6 иеромонахов и 2 иеродьякона. Священнослужители монастыря окончили или продолжают учёбу в Самарской духовной семинарии, а некоторые продолжили обучение в Московской духовной академии и высшей церковной академии Крита.
Настоятелем Заволжского мужского монастыря до сентября 2022 года являлся архимандрит Георгий (Шестун) (годы жизни 26.06.1951-19.09.2022), который почил 19 Сентября 2022 года после длительной болезни. Архимандрит Георгий (Шестун) захоронен на территории монастыря.
По состоянию на ноябрь 2022 года настоятелем монастыря является иеромонах Антоний (Подоровский).